# Éric Vu-An
Éric Vu-An est un danseur, chorégraphe et maître de ballet français né le 3 janvier 1964 à Paris et mort le 8 juin 2024 à Nice (Alpes-Maritimes).

## Biographie

### Jeunesse et études
Éric Binh Vu-An naît le 3 janvier 1964 dans le 14e arrondissement de Paris. D'origine guadeloupéenne par son père biologique, il est reconnu et élevé par le conjoint d'origine vietnamienne de sa mère.
Entré à l'école de danse de l'Opéra de Paris en 1974 après avoir été repéré par Claude Bessy, il devient danseur professionnel à quinze ans après avoir obtenu une dispense d'âge du ministère du Travail[réf. nécessaire].

### Carrière

#### Opéra de Paris
Nommé « sujet » en 1982, il danse des rôles de soliste auprès des étoiles du ballet de l'Opéra de Paris.
Carolyn Carlson, Alvin Ailey ou William Forsythe le remarquent et créent pour lui. Rudolf Noureev lui confie le rôle de Basilio dans Don Quichotte (1983), puis Maurice Béjart lui donne le rôle principal dans Kabuki (1986) et d'autres ballets comme Boléro.
Bien malgré lui, il se retrouve en mars 1986, avec Manuel Legris, au centre d'un conflit ouvert entre Rudolf Noureev et Maurice Béjart qui, après lui avoir confié le rôle de Méphisto dans Arépo, annonce sa nomination au titre de danseur étoile, sans en avoir le droit. Noureev contraint Béjart à faire marche arrière.
Vu-An devient alors artiste indépendant et est invité à danser pour plusieurs compagnies internationales. Il revient en 1987 à Paris, non plus en tant que « sujet », sa réputation de « danseur étoile » ayant été dès lors acquise à l'étranger, mais en tant que soliste invité.
À partir de 1989, il crée plusieurs chorégraphies. La première est le solo d'Antinoüs, qu'il danse dans le ballet Les Mémoires d’Hadrien de Maurizio Scaparro. Il se consacre dès lors à l'écriture chorégraphique et à la mise en scène des grands ballets du répertoire classique.
En 1995, il est nommé à la tête du ballet du Grand-Théâtre de Bordeaux et, en 1997, à celle de l'Opéra-Théâtre d'Avignon.
Le 1er janvier 2005, il est nommé maître de ballet associé au directeur du Ballet national de Marseille, Frédéric Flamand.

#### Ballet Nice-Méditerranée
En 2009, Éric Vu-An devient directeur artistique du ballet Nice-Méditerranée à l'Opéra de Nice. Il continue de donner des cours, notamment au ballet de l'Opéra national de Paris, et d'être artiste invité dans de nombreuses compagnies internationales.
En 2018, selon le site d'information Mediapart, il est « accusé de gérer sa troupe avec un sentiment de toute-puissance » et de faire « la chasse aux danseuses enceintes ». L'une d'entre elles, la soliste Gaëla Pujol, porte plainte pour discrimination et harcèlement moral à la fin du mois de mars. L'avocate de la plaignante indique que le comportement de Vu-An est récurrent et qu'elle est en mesure de fournir des témoignages de danseuses, victimes de faits similaires aujourd'hui prescrits. Lui nie les faits et dénonce une manipulation dans « l'air du temps ». Le 24 avril 2018, le directeur général des services de la ville de Nice annonce à Nice-Matin l'ouverture d'une enquête interne à l'Opéra de Nice et d'une enquête de l'inspection générale des services de la ville. Entendu, Éric Vu-An n'est pas mis en examen, faute d'indices graves ou concordants de faits de harcèlement ou de discrimination.
Le 11 juillet 2022, conformément aux réquisitions du procureur de la République, la juge d'instruction chargée de l'affaire rend une ordonnance de non-lieu. Ce non-lieu est définitif depuis un arrêt de la chambre de l'instruction d'Aix-en-Provence du 30 mars 2023.

#### Diversification
Éric Vu-An s'est ouvert à d’autres disciplines. Il est comédien, aux côtés de Didier Sandre dans Le Martyre de saint Sébastien de Béjart. Il chante en duo avec Zizi Jeanmaire dans Valentine’s Love Songs de Roland Petit. Il anime de nombreuses émissions, séries et documentaires consacrés à la danse. En 1992, il participe à la soirée des « Enfoirés » à l'Opéra Garnier, avec la présence de dix autres artistes.
Il tourne avec Bernardo Bertolucci dans Un thé au Sahara en 1990, puis dans Katia et Volodia de Dominique Delouche ou encore dans Nijnski, la marionnette de Dieu de Philippe Vallois. En 1998, il interprète le rôle du chevalier de Saint-George dans Sucre Amer, un long métrage historique du réalisateur guadeloupéen, Christian Lara.

### Mort
Atteint début 2022 d'une tumeur au cerveau, Éric Vu-An meurt le 8 juin 2024 à l'hôpital de Nice, à l'âge de 60 ans. Il était marié au directeur d'opéra Hugues Gall (1940-2024), disparu quelques jours plus tôt,. Ils sont tous les deux inhumés au cimetière de Giverny (Eure).

## Répertoire

### En tant que danseur
- Don Quichotte (1983), chorégraphie de Rudolf Noureev : Basilio
- Kabuki (1986), chorégraphie de Maurice Béjart
- Arépo (1986), chorégraphie de Maurice Béjart : Méphisto

### En tant que chorégraphe
- Les Mémoires d’Hadrien (1989) de Maurizio Scaparro
- Histoire du soldat d'après Stravinsky
- Du rhum et du coton
- La Marseillaise noire sous les flamboyants
- Ivresses de Dionysios
- Isoline
- Les Deux Pigeons (2018) d'après Albert Aveline[réf. nécessaire]
- Le Ballet de Faust (2018)

## Filmographie

### Cinéma
- 1990 : Un thé au Sahara de Bernardo Bertolucci : Belqassim
- 1998 : Donne in bianco de Tonino Pulci
- 1998 : Sucre amer de Christian Lara : le chevalier de Saint-George
- 2004 : Cracking Up de Christian Lara : Peter

### Télévision
- 2001 : Tout va bien, c'est Noël !, téléfilm de Laurent Dussaux
- 2002 : Patron sur mesure, téléfilm de Stéphane Clavier : Ludovic
- 2003 : Les Liaisons dangereuses, mini-série de Josée Dayan

## Distinctions

### Décorations
- Officier de la Légion d'honneur (2016), chevalier (2004)
- Officier de l'ordre national du Mérite (2008)
- Commandeur de l'ordre des Arts et des Lettres (2011), chevalier (1991)

### Récompenses
- Concours international de danse de Varna 1980 : médaille d’argent
- Prix de danse du cercle Carpeaux 1982 : premier lauréat
- Prix Nijinski 1986, décerné par Serge Lifar et l'université de la danse
- Prix Ludmilla-Tchérina 2005
- Prix international Ariston-Proballet pour la danse et l’art 2011